# بوفورمین
بوفورمین (انگلیسی: Buformin) یک داروی خوراکی ضد دیابت از دسته بیگوانیدها است که از نظر شیمیایی با متفورمین و فن فورمین مرتبط است.

## مکانیسم عمل
بوفورمین جذب گلوکز از دستگاه گوارش را به تاخیر می اندازد، حساسیت به انسولین و جذب گلوکز را در سلول ها افزایش می دهد و سنتز گلوکز توسط کبد را مهار می کند. بوفورمین و سایر بیگوانیدها هیپوگلیسمی نیستند، بلکه داروهای ضد هیپرگلیسمی هستند. آنها هیپوگلیسمی تولید نمی کنند. در عوض، هیپرگلیسمی پایه و پس از غذا را در بیماران دیابتی کاهش می دهند. بیگوانیدها ممکن است با عملکرد گلوکاگون مخالفت کنند و در نتیجه سطح گلوکز ناشتا را کاهش دهند.

## عوارض جانبی و تداخلات
عوارض جانبی که ممکن است رخ دهند عبارتند از بی اشتهایی، حالت تهوع، اسهال، طعم فلزی و کاهش وزن.  استفاده از آن در کمای دیابتی، کتواسیدوز، عفونت شدید، تروما، سایر شرایطی که بوفورمین بعید است قند خون را کنترل کند، نارسایی کلیوی یا کبدی، نارسایی قلبی، انفارکتوس اخیر میوکارد، کم آبی بدن، الکلیسم و شرایطی که مستعد اسیدوز لاکتیک هستند ممنوع است.